# ライト R-1820

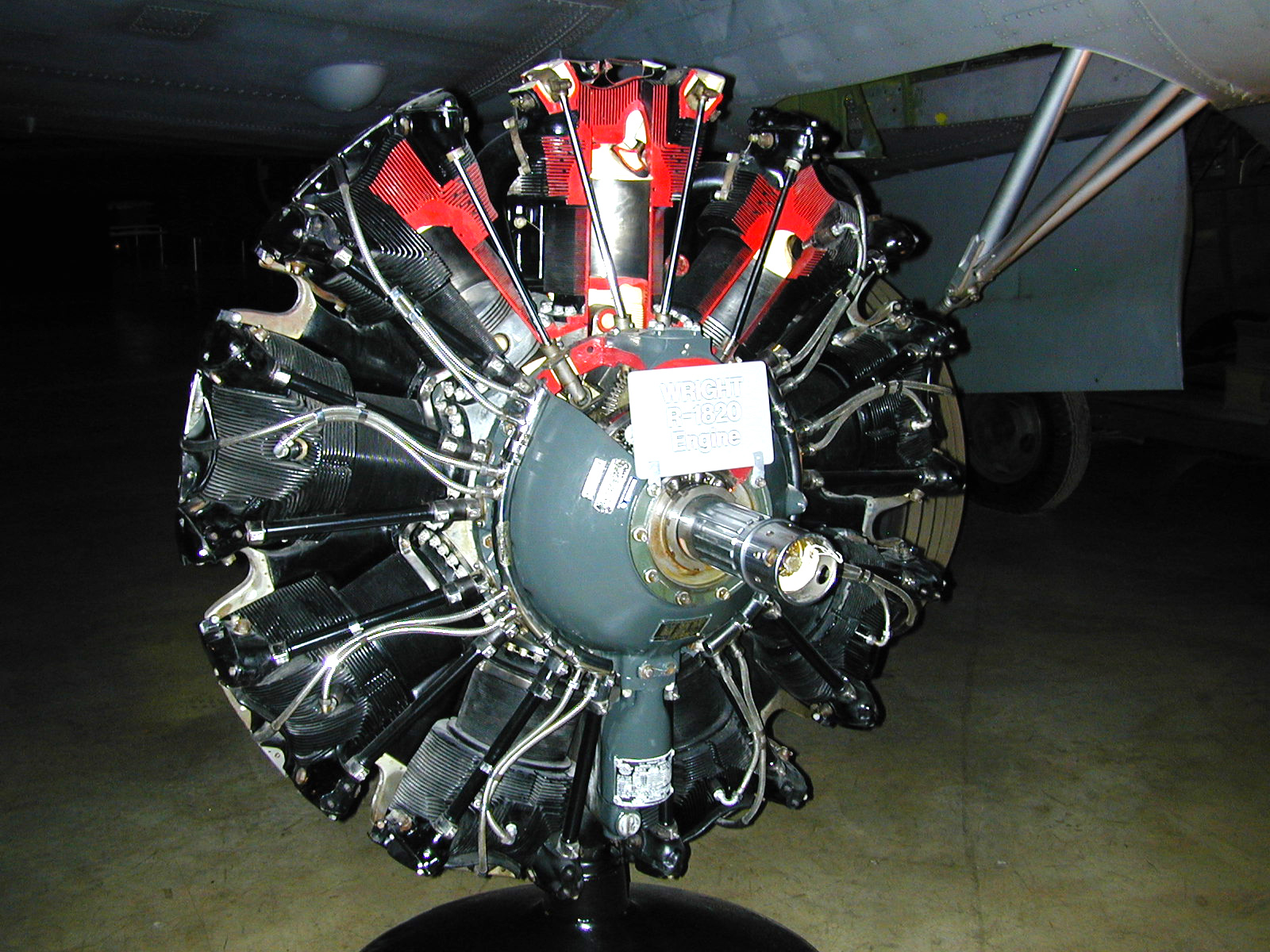
ライト R-1820 サイクロン 9

ライト R-1820 サイクロン 9（Wright R-1820 Cyclone 9 ）は、アメリカのカーチス・ライトによって開発・製造された航空機用空冷星型エンジン。1925年に製作されたライト P-2をベースモデルとして、1931年から1950年代まで長期に渡り生産が続けられ、アメリカの航空機に広く用いられた。この単列9気筒エンジンを二重星型14気筒化したライト R-2600 サイクロン 14や、二重星型18気筒化したライト R-3350 サイクロン 18がある。
また、ソビエト連邦にライセンス供与され、シュベツォフ M-25として製造された。ソ連では改良版のASh-62や同様に二重星型14気筒化版のASh-82、二重星型18気筒化版のASh-73、さらに、ライトでは設計されなかった単列7気筒化版のASh-21が製造されるなど、ソ連のエンジン開発の土台にもなった。結果としてR-1820の設計は、航空機が著しい発展を遂げた戦間期から第二次世界大戦、そして冷戦初期にかけて、航空用エンジンの礎として大きく関わることとなった。
日本（当時は大日本帝国）では中島飛行機がハ8を開発する際に本発動機を参考にした。しかしこれを知った陸軍が無断で他国のエンジンを参考にすることによる問題発生への不安視から、中島に対しサイクロンのライセンス生産権購入を命じている。後に陸軍の懸念は的中し、神風号に搭載されているエンジンについて知ったライトは、ライセンス購入前に勝手に模倣品を作ろうとしたという理由で、工場から中島の技術者を追い出すという事件が発生している。ただしこれは中島側が両エンジンの違いについて説明してどうにか解決に成功している。

## 主要諸元
| 型式         | R-1820-97                                                           |
| ------------ | ------------------------------------------------------------------- |
| タイプ       | 空冷星型9気筒                                                       |
| ボア         | 6.125in (155.58mm)                                                  |
| ストローク   | 6.875in (174.63mm)                                                  |
| 全長         | 48.23in (1,225.04mm)                                                |
| 直径         | 55.10in (1,399.54mm)                                                |
| 排気量       | 29.87ℓ (1,823in³)                                                   |
| 乾燥重量     | 1,310lbs (594kg)                                                    |
| 過給機       | B-22排気タービン （遠心式スーパーチャージャー1段2速）               |
| 燃料供給方式 | キャブレター                                                        |
| 離昇出力     | 1,200Bhp/895kW/2,500rpm/S.L.                                        |
| 最大出力     | 1,380Bhp/1,029kW/2,500rpm/26,700ft 1,200Bhp/895kW/2,500rpm/32,700ft |

## 主な搭載機
- B-17 フライングフォートレス - R-1820-97（ターボチャージャー追加型）搭載
- F3F
- F2A バッファロー
- FM-2（ゼネラルモーターズ製のF4F ワイルドキャット） - R-1820-56搭載
- SBC ヘルダイバー
- B-18 ボロ
- SBD ドーントレス
- B-10
- P-64
- S-2 トラッカー
- ダグラス DC-2
- ダグラス DC-3
- ダグラス DC-5
- ロッキード L-18 ロードスター